# Yehuda Vach
Yehuda Vach (Kiryat Arba, 1979) es un oficial militar del ejército israelí que se desempeñó como comandante de diferente unidades durante la guerra de Gaza.

## Biografía

### Infancia y educación
Yehuda Vach nació en 1979 en Kiryat Arba, un asentamiento israelí en Cisjordania (Palestina). Asistió a la academia premilitar Bnei David (Yeshivat hesder) en el asentamiento de Eli, donde el rabino Giora Redel enseñaba que «la ideología de Hitler era 100 % correcta, pero apuntaba al objetivo equivocado»: debería haber exterminado a los musulmanes.
El periodista francés Sylvain Cypel en el periódico Orient XXI lo vincula con la corriente del judaísmo mesiánico y fascista.

### Carrera militar
En 2019, criticó la política de construcción del muro de separación alrededor de Cisjordania como síntoma de «una nación que vive con miedo, y los proyectos de fortificación [mantienen] el miedo más de lo que dan fuerza». El periódico israelí Haaretz publicó dos investigaciones sobre él en enero de 2025, detallando sus acciones, así como un editorial.
En Israel también recibió numerosas críticas: sus soldados se quejaron de haber sido puestos en peligro por sus órdenes, solicitando asaltos en zonas insuficientemente preparadas. Las mismas personas denunciaban su actitud despiadada hacia los habitantes de Gaza y la autorización dada a su hermano Golan Vach para venir y destruir casas en Gaza con una «unidad sospechosa». También permitió que civiles israelíes entraran a la Franja de Gaza durante las operaciones. Estuvo al mando de la 252.ª División Blindada en el Corredor Netzarim y ordenó ataques disputados desde agosto hasta noviembre de 2024. El ejército israelí inició una investigación sobre el elevado número de muertos en el asalto a Zeitún. Varios testimonios afirmaban que impidió la entrada de camiones con ayuda humanitaria a Gaza, convirtiéndolo incluso en un punto central de su política; un convoy incluso fue alcanzado por bombas en la zona donde su unidad operaba.
El 21 de marzo de 2025, tropas israelíes de la 252.ª División destruyeron el  Hospital de la Amistad Turco-Palestina, el único hospital oncológico de la Franja de Gaza, por orden de Vach. El edificio fue volado junto con todo el equipo médico que contenía. Las FDI confirmaron a Haaretz que el edificio fue destruido sin el permiso de los niveles más altos del ejército y que se ha abierto una investigación sobre las circunstancias de la destrucción del edificio. Turquía condenó la destrucción del hospital, construido con financiación turca, y pidió a la comunidad internacional «que tome medidas concretas contra los ataques ilegales y el terrorismo de Estado sistemático de Israel» y que los responsables rindan cuentas.
Estuvo al mando de la unidad responsable de la masacre del convoy humanitario de Rafah el 23 de marzo de 2025, en la que al menos quince personas que trabajaban para distintas organizaciones humanitarias fueron asesinadas por el ejército israelí. En el corredor Netzarim, ordenó a sus soldados disparar a cualquier palestino que intentara acercarse. Los cadáveres son abandonados al aire libre y devorados por los perros. El ejército israelí estima que más de 200 palestinos fueron asesinados de esta manera en ese lugar, incluidos menos de diez miembros de Hamás. La 90.ª División opera de la misma manera.
También organizó una carrera a pie para sus soldados, desde la frontera de Gaza hasta el mar, sin chalecos antibalas, lo cual estaba prohibido. Según él, «en Gaza no hay gente inocente [...] todos son terroristas».
El 8 de febrero de 2025, la Fundación Hind Rajab presentó una denuncia contra Vach ante la Corte Penal Internacional por genocidio, crímenes de guerra y crímenes contra la humanidad.

## Véanse también
- Crímenes de guerra en la guerra de Gaza
- Genocidio en Gaza